# Hesperotettix speciosus
Hesperotettix speciosus är en insektsart som först beskrevs av Scudder, S.H. 1872.  Hesperotettix speciosus ingår i släktet Hesperotettix och familjen gräshoppor. Inga underarter finns listade i Catalogue of Life.